# Districtul La Digue
La Digue (cunoscut și sub denumirea de La Digue and Inner Islands - în traducere La Digue și Insulele interioare) este un district  în Seychelles, care se concentrează în jurul insulei La Digue și cuprinde, în afară de aceasta, insule printre care se regăsesc și: Bird, Dennis, North, Fregate, Silhouette.